# 李来亨抗清遗址
李来亨抗清遗址位于中华人民共和国湖北省宜昌市兴山县黄粮镇、南阳镇、古夫镇、峡口镇一带，是明末清初李来亨在此驻军屯田与清军对抗留下的遗迹，2013年被列为第七批全国重点文物保护单位。
李來亨，李自成之侄李过义子。1645年李自成战死，李来亨跟随李过、高一功等大顺军主将联明抗清。1651年驻军兴山的百羊寨、茅麓山等地，与郝摇旗、刘体纯等组成夔东十三家。1664年清军围攻，李来亨援绝粮尽，举家自焚。

## 文物保护情况
1992年12月16日，其子项以“百羊寨及圣帝行宫碑址”的名义被湖北省人民政府列为第三批湖北省文物保护单位；2008年3月27日，其子项以“百城遗址”的名义被湖北省人民政府列为第五批湖北省文物保护单位；2013年3月5日，以“李来亨抗清遗址”的名义被中华人民共和国国务院列为第七批全国重点文物保护单位。
其作为文物的保护范围和建设控制地带分别为：
| 子项名称                   | 地址                                              | 保护范围 | 建设控制地带 |
| -------------------------- | ------------------------------------------------- | --- | --- |
| 黑虎观山寨遗址             | 峡口镇岩岭村，东经110°41′54.4″北纬31°11′06.1″     | 黑虎观山寨遗址及周围一定范围。四至：以寨墙基础外围为基线，东、西面向外延伸80米，南、北面向外延伸50米。               | 以保护范围四至为界，四周向外延伸100米。 |
| 棋盘垭山寨遗址             | 峡口镇普安村，东经110°42′16.9″北纬31°12′34.2″     | 棋盘垭山寨遗址及周围一定范围。四至：以寨墙基础外围为基线，东、西面向外延伸100米，南、北面向外延伸50米。              | 以保护范围四至为界，四周向外延伸100米。 |
| 寨岭山寨遗址               | 峡口镇泗湘溪村，东经110°47′13.5″北纬31°10′43.3″   | 寨岭山寨遗址及周围一定范围。四至：以寨墙基础外围为基线，东、西面向外延伸100米。南、北面向外延伸50米。                | 以保护范围四至为界，四周向外延伸100米。 |
| 张家湾山寨遗址             | 峡口镇李家山村，东经110°50′42.3″北纬31°10′05.6″   | 张家湾山寨遗址及周围一定范围。四至：以寨墙基础外围为基线，向外延伸50米。                                             | 以保护范围四至为界，四周向外延伸50米。 |
| 观尖山寨遗址               | 昭君镇响龙村，东经110°47′16.0″北纬31°12′15.1″     | 观尖山寨遗址及周围一定范围。四至：以寨墙基础外围为基线，东、西面向外延伸100米，南、北面向外延伸50米。                | 以保护范围四至为界，四周向外延伸100米。 |
| 燕子寨遗址                 | 峡口镇建阳坪村，东经110°50′04.7″北纬31°07′36.4″   | 燕子寨遗址及周围一定范围。四至：以寨墙基础外围为基线，四周向外延伸50米。                                             | 以保护范围四至为界，四周向外延伸100米 |
| 杨家寨遗址                 | 峡口镇双坪村，东经110°44′47.3″北纬31°08′00.3″     | 杨家寨遗址及周围一定范围。四至：以寨墙基础外围为基线，四周向外延伸50米。                                             | 以保护范围四至为界，四周向外延伸100米。 |
| 界牌垭寨遗址               | 黄粮镇界牌垭村，东经110°49′11.6″北纬31°18′27.8″   | 界牌垭寨遗址及周围一定范围。四至：以寨墙基础外围为基线，四周向外延伸50米。                                           | 以保护范围四至为界，四周向外延伸100米。 |
| 胡家湾寨遗址               | 黄粮镇界牌垭村，东经110°48′35.1″北纬31°18′21.9″   | 胡家湾寨遗址及周围一定范围。四至：以寨墙基础外围为基线，四周向外延伸50米。                                           | 以保护范围四至为界，四周向外延伸100米。 |
| 长坪凤凰寨遗址             | 古夫镇北斗村，东经110°45′20.1″北纬31°19′20.9″     | 长坪凤凰寨遗址及周围一定范围。四至：以寨墙基础外围为基线，东、西面向外延伸50米，南、北面向外延伸100米。              | 以保护范围四至为界，四周向外延伸200米。 |
| 长坪老寨子遗址             | 古夫镇北斗村，东经110°45′20.1″北纬31°19′20.9″     | 长坪老寨子遗址及周围一定范围。四至：以寨墙基础外围为基线，东、西面向外延伸50米，南、北面向外延伸100米。              | 以保护范围四至为界，四周向外延伸200米。 |
| 杨家岭寨遗址               | 峡口镇秀龙村，东经31°08′53.4″北纬31°08′53.4″      | 杨家岭寨遗址及周围一定范围。四至：以寨墙基础外围为基线，东、西面向外延伸200米，南、北面向外延伸100米。               | 以保护范围四至为界，四周向外延伸200米。 |
| 将军寨遗址                 | 榛子乡育林村，东经111°00′13.4″北纬31°31′43.2″     | 将军寨遗址及周围一定范围。四至：以寨墙基础外围为基线，东、西面向外延伸100米，南、北面向外延伸50米。                  | 以保护范围四至为界，四周向外延伸100米。 |
| 城墙包遗址                 | 南阳镇百羊寨村，东经110°36′46.7″北纬31°18′35.8″   | 城墙包遗址及周围一定范围。四至：以寨墙基础外围为基线，四周向外延伸100米。                                            | 以保护范围四至为界，四周向外延伸200米。 |
| 百城遗址                   | 黄粮镇百城村，东经110°46′58.8″北纬31°21′10.6″     | 百城遗址及周围一定范围。四至：东面至梯子口栈道遗址，西面至二道城城墙外围，南面至一道城城墙外围，北面至新城城墙外围。 | 以保护范围四至为界向外延伸，东面至张家河河谷，西面至兴山县古夫镇朝阳村一组山林边缘，南面以一道城城墙为界向外延伸500米，北面至关口垭灵验庙遗址。 |
| 寨子洞遗址                 | 昭君镇青华村，东经110°47′14.1″北纬31°15′15.0″     | 寨子洞遗址及周围一定范围。四至：以寨子洞遗址大门为基点，向门东、南、北面各延伸50米。                                 | 以保护范围四至为界，向外延伸100米。 |
| 仙龙洞寨遗址               | 南阳镇阳泉村，东经110°39′30.3″北纬31°18′14.7″     | 仙龙洞寨遗址及周围一定范围。四至：以仙龙洞寨遗址大门为基点，向东、南、北面各延伸50米。                               | 以保护范围四至为界，向外延伸200米。 |
| 青龙寨遗址                 | 黄粮镇金家坝村，东经110°50′20.9″北纬31°17′01.0″   | 青龙寨遗址及周围一定范围。四至：以寨墙基础外围为基线，向南、北各延伸50米，向东、西各延伸50米。                       | 以保护范围为基线，向东、南、西、北各延伸100米。                                                                                                 |
| 干龙洞寨遗址               | 古夫镇古洞村，东经110°42′34.0″北纬31°20′52.2″     | 干龙洞寨遗址及周围一定范围。四至：以洞寨大门为基点，向东、西、南面各延伸50米。                                       | 以保护范围四至为界，向外延伸100米。 |
| 滴水岩山寨遗址             | 峡口镇岩岭村，东经110°40′53.7″北纬31°11′27.2″     | 滴水岩山寨遗址及周围一定范围。四至：以洞寨大门为基点，向东、南、北面各延伸50米。                                     | 以保护范围四至为界，向外延伸50米。 |
| 深渡河洞寨遗址             | 古夫镇深渡村，东经110°44′14.3″北纬31°15′47.0″     | 深渡河洞寨遗址及周围一定范围。四至：以洞口为基点，向东、南、北面各延伸50米。                                         | 以保护范围四至为界，向外延伸50米。 |
| 昆元山洞寨遗址             | 峡口镇李家山村，东经110°49′37.4″北纬31°10′34.9″   | 昆元山洞寨遗址及周围一定范围。四至：以洞寨大门为基点，向东、西、南面各延伸50米。                                     | 以保护范围四至为界，向外延伸50米。 |
| 百羊寨战壕遗址             | 南阳镇百羊寨村，东经110°37′45.2″北纬31°18′33.3″   | 百羊寨战壕遗址及周围一定范围。四至：以战壕为基线，向东、西、南面各延伸20米。                                         | 以保护范围为界，向东、西、南面各延伸20米。 |
| 落步河壕沟遗址             | 南阳镇落步河村，东经110°37′30″北纬31°21′45″       | 落步河壕沟遗址及周围一定范围。四至：以壕沟两边为基线，壕沟两边各向外延伸20米、沟头沟尾各向外延伸50米。               | 以保护范围四至为界，四周向外延伸100米。 |
| 七步半古道遗址             | 南阳镇百羊寨村，东经110°37′04.8″北纬31°18′42.1″   | 七步半古道遗址及周围一定范围：以古道为基线，向古道两旁各延伸20米。                                                   | 以保护范围为基线，向外各延伸200米。 |
| 炸子岭桥                   | 南阳镇百羊寨村，东经110°38′07.3″北纬：31°18′26.1″ | 炸子岭桥及周围一定范围。四至：以桥面四边为基线，四周向外延伸50米。                                                   | 以保护范围四至为界，四周向外延伸100米。 |
| 百羊桥                     | 南阳镇百羊寨村，东经110°35′53.7″北纬31°19′12.1″   | 百羊桥及周围一定范围。四至：以桥面四边为基线，四周向外延伸50米。                                                     | 以保护范围四至为界，四周向外延伸100米。 |
| 百城张家湾桥               | 黄粮镇百城村，东经110°49′09.4″北纬31°23′13.4″     | 百城张家湾桥及周围一定范围。四至：以桥体中心为基点，东、西面向外延伸20米，南、北面向外延伸50米。                     | 以保护范围四至为界，四周向外延伸100米。 |
| 圣帝行宫之碑、圣帝行宫遗址 | 南阳镇百羊寨村，东经110°38′12.1″北纬31°18′42″     | 以碑体四边为基线，向南延伸30米，向东、西延伸100米，向北延伸300米。                                                   | 以保护范围为基线，向南延伸30米，东、西延伸400米，向北延伸600米。                                                                                |
| 炮台                       | 南阳镇百羊寨村，东经110°37′42.1″北纬31°18′40.6″   | 炮台及周围一定范围。四至：以炮台中心为基点，东、西面向外延伸50米，南、北面向外延伸50米。                             | 以保护范围四至为界，四周向外延伸100米。 |
| 瞭望台、点灯台             | 南阳镇百羊寨村，东经110°38′01.9″北纬31°18′36.9″   | 瞭望台、点灯台及周围一定范围。四至：以点灯台中心为基点，东、西面向外延伸50米，南、北面向外延伸50米。                 | 以保护范围四至为界，四周向外延伸100米。 |
| 茅麓山井                   | 南阳镇落步河村，东经110°35′00.9″北纬31°20′05.0″   | 茅麓山井及周围一定范围。四至：以古井中心为基点，四周向外延伸20米。                                                   | 以保护范围四至为界，四周向外延伸50米。 |
| 茅麓山堰窝池               | 南阳镇落步河村，东经110°34′59.8″北纬31°20′03.0″   | 茅麓山堰窝池及周围一定范围。四至：以古堰四岸为基线，四周向外延伸20米。                                               | 以保护范围四至为界，四周向外延伸50米。 |
| 石碓窝                     | 南阳镇百羊寨村，东经110°37′58.9″北纬31°18′36.9″   | 石碓窝及周围一定范围。四至：以碓窝群中心为基点，东、西面向外延伸200米，南、北面向外延伸100米。                       | 以保护范围为基线，向四周延伸50米。 |